# Michael Buffer
Michael Buffer, född 2 november 1944 i Philadelphia, är en amerikansk presentatör av boxning och wrestling. Buffer är mest känd för frasen "Let's Get Ready To Rumble!" som han introducerade 1984. Efter en lång juridisk kamp lyckades han få frasen varumärkesskyddad 1992. Buffer har medverkat i fler än 20 filmer och TV-serier med sin berömda fras.